# Aérospatiale Alouette II
El Aerospatiale Alouette II («alondra» en francés) es un helicóptero utilitario ligero monomotor desarrollado por la compañía francesa Sud Aviation y después producido por Aérospatiale. El Alouette II se convirtió en el primer helicóptero producido en serie que contaba con un motor de turbina en lugar de un motor a pistón.

## Componentes del SA 318
Francia

### Propulsión
| Sistema | País               | Fabricante | Notas       |
| ------- | ------------------ | ---------- | ----------- |
| Motor   | Bandera de Francia | Turbomeca  | 1 × Astazou |

## Variantes
- SE 3130 Alouette II – Versión original, denominada posteriormente SA 313B Alouette II.
- SE 3131 Gouverneur – Versión para transporte VIP,[1] que se abandonó, favoreciendo en su lugar el desarrollo del Alouette III.[2]
- SE 3140 Alouette II – Versión propuesta que sería equipada con un motor Turbomeca Turmo de 298 kW (400 hp).
- HKP 2 Alouette II – Versión de producciónsueca del SE.3130
- SA 318C Alouette II Astazou – Versión con motor Turboméca Astazou y con el eje de transmisión del Alouette III
- SA 318C Alouette II (también conocido como SE 3180 Alouette II)
- SA 315B Lama – Variante destinadas para operaciones de gran altitud y altas temperaturas.

### Desarrollos relacionados
- Sud-Aviation SA316 Alouette III
- Aérospatiale Lama